# Hauptleute
Die Hauptleute bilden eine Dienstgradgruppe der Bundeswehr. In Österreich ist der Begriff Hauptleute eine Sammelbezeichnung für verschiedene Amtsbezeichnungen.

## Bundeswehr
Die Hauptleute bilden eine Dienstgradgruppe der Bundeswehr. Die Dienstgradgruppe umfasst mehrere Offiziersdienstgrade unmittelbar unter den Stabsoffizieren, darunter den Hauptmann, der der Dienstgradgruppe den Namen leiht.

### Dienstgrade
Die Dienstgrade der Bundeswehr werden durch den Bundespräsidenten mit der Anordnung des Bundespräsidenten über die Dienstgradbezeichnungen und die Uniform der Soldaten auf Grundlage des Soldatengesetzes festgesetzt. Die Dienstgradgruppe der Hauptleute umfasst gemäß der Zentralen Dienstvorschrift (ZDv) A-1420/24 „Dienstgrade und Dienstgradgruppen“ mehrere Offiziersdienstgrade der beiden Rangstufen unterhalb der Dienstgradgruppe der Stabsoffiziere, die aber für Heeres-, Luftwaffen- und Marineuniformträger oder Sanitätsoffiziere unterschiedlich lauten können. Für Sanitätsoffiziere lauten die nach Approbationsrichtung unterschiedlichen Bezeichnungen Stabsarzt (für Human- und Zahnmediziner), Stabsapotheker (für Pharmazeuten) oder Stabsveterinär (für Tiermediziner). Alle anderen ranggleichen Offiziere werden Hauptmann (Heeres- und Luftwaffenuniformträger) oder Kapitänleutnant (Marineuniformträger) genannt. Die ranghöheren, untereinander ranggleichen Dienstgrade lauten Stabshauptmann (Heeres- und Luftwaffenuniformträger) oder Stabskapitänleutnant (Marineuniformträger).
Folgende Tabellen fassen alle zur Dienstgradgruppe der Hauptleute zählenden Dienstgrade zusammen. Die zweite Tabelle umfasst die Dienstgrade für Sanitätsoffiziere, die erste für alle anderen Offiziere. Der jeweils linke Spalte der ersten Tabelle nennt die Dienstgrade für Heeres- und Luftwaffenuniformträger, die zweite die Dienstgrade für Marineuniformträger. Diese Gliederung wird in der zweiten Tabelle analog fortgeführt, wobei sich hier jeweils nur die Dienstgradabzeichen, aber nicht die Dienstgradbezeichnungen zwischen Marineuniformträgern einerseits und Heeres- und Luftwaffenuniformträgern andererseits unterscheiden; dargestellt sind stets nur die Dienstgradabzeichen für Humanmediziner. Angegeben sind in den Tabellen jeweils auch der entsprechende NATO-Rangcode, die nach „ZDv 64/10 - Abkürzungen in der Bundeswehr“ definierten allgemeinen Abkürzungen sowie die Abkürzungen in Listen und die Besoldungsgruppe für Berufssoldaten und Soldaten auf Zeit nach Bundesbesoldungsordnung.
| Dienstgradgruppe                                              | Hauptleute (außer Sanitätsoffiziere)                                                                                  | Hauptleute (außer Sanitätsoffiziere) | Hauptleute (außer Sanitätsoffiziere) | Hauptleute (außer Sanitätsoffiziere) |
| ------------------------------------------------------------- | --- | --- | --- | --- |
| Schulterklappe für Jacke des Dienstanzugs bzw. Ärmelabzeichen | Dienstgradabzeichen eines Stabshauptmannes auf Schulterklappe der Jacke des Dienstanzuges für Luftwaffenuniformträger | Dienstgradabzeichen eines Stabskapitänleutnants (Truppendienst oder militärfachlicher Dienst) auf dem Unterärmel der Jacke des Dienstanzuges für Marineuniformträger | Dienstgradabzeichen eines Hauptmanns der Heeresaufklärungstruppe auf Schulterklappe der Jacke des Dienstanzuges für Heeresuniformträger | Dienstgradabzeichen eines Kapitänleutnants (Truppendienst oder militärfachlicher Dienst) auf dem Unterärmel der Jacke des Dienstanzuges für Marineuniformträger |
| Dienstgrad                                                    | Stabshauptmann | Stabskapitänleutnant | Hauptmann | Kapitänleutnant |
| Abkürzung                                                     | StHptm/SH | StKptLt/SKL | Hptm/H | KptLt/KL |
| NATO-Rangcode                                                 | OF-2 | OF-2 | OF-2 | OF-2 |
| Besoldungsgruppe                                              | A13 | A13 | A11-12 | A11-12 |

| Sanitätsoffiziere | Sanitätsoffiziere | Sanitätsoffiziere |
| Dienstgradgruppe | Hauptleute | Hauptleute |
| --- | --- | --- |
| Schulterklappe für Jacke des Dienstanzugs bzw. Ärmelabzeichen** | Dienstgradabzeichen eines Stabsarztes (Humanmedizin) der Sanitätstruppe auf Schulterklappe der Jacke des Dienstanzuges für Heeresuniformträger | Dienstgradabzeichen eines Stabsarztes (Humanmedizin) auf dem Unterärmel der Jacke des Dienstanzuges für Marineuniformträger |
| Dienstgrad | StabsarztHZ StabsapothekerP StabsveterinärT | StabsarztHZ StabsapothekerP                                                                                                 |
| Abkürzung | StArzt/SA StAp/SAP StVet/SV | StArzt/SA StAp/SAP StVet/SV                                                                                                 |
| NATO-Rangcode | OF-2 | OF-2 |
| Besoldungsgruppe | A13* | A13* |
| H Bezeichnung für approbierte Humanmediziner Z Bezeichnung für approbierte Zahnmediziner P Bezeichnung für approbierte Pharmazeuten (i. e. Apotheker) T Bezeichnung für approbierte Tiermediziner (i. e. Veterinär). Hinweis: Als Veterinäre werden nur Heeresuniformträger eingesetzt. * Im Vergleich zu anderen gleichrangigen Offizieren sind diese Sanitätsoffiziere eine Besoldungsgruppe höher eingeordnet. **Dargestellt ist stets das Dienstgradabzeichen für Humanmediziner. | | |

### Befehlsbefugnis und Dienststellungen
Soldaten der Dienstgradgruppe Hauptleute können auf Grundlage des § 4 („Vorgesetztenverhältnis auf Grund des Dienstgrades“) der Vorgesetztenverordnung innerhalb der dort gesetzten Grenzen Soldaten der Dienstgradgruppe Mannschaften, Unteroffiziere ohne Portepee und Unteroffiziere mit Portepee und Leutnanten Befehle erteilen.
Hauptleute in den Laufbahnen des Truppendienstes werden in der Truppe häufig als militärische Führer in den Verbänden ihrer Truppengattung eingesetzt. Typisch sind Verwendungen als Zugführer, (stellvertretender) Kompaniechef oder Luftfahrzeugführer. Auf Stabsposten werden erfahrene Hauptleute auch in Stäben der Verbände ab Stufe Bataillon, an Truppenschulen, in Kommandobehörden oder im Ministerium verwendet, wo sie häufig Stabsoffiziere in Fragen der Weiterentwicklung der Truppe und der Ressourcenplanung unterstützen.
Offiziere des militärfachlichen Dienstes führen in Dienststellen wie (höhere) Kommandobehörden, im Ministerium, in Ämtern oder in Wehrtechnischen Dienststellen meist Fach(unter)abteilungen, die sich mit technischen, wirtschaftlichen oder organisatorischen Fachfragen beschäftigen. Militärmusikoffiziere sind häufig zweiter Musikoffizier und stellvertretender Chef eines Musikkorps.
Sanitätsoffiziere dieser Dienstgradgruppe werden vergleichbar mit zivilen Assistenzärzten an größeren sanitätsdienstlichen Einrichtungen der Bundeswehr an den medizinischen Beruf und die besonderen Herausforderung der militärischen Notfallversorgung herangeführt, bevor sie beispielsweise als Truppen- oder Schiffsarzt in der Truppe tätig werden. Aufgrund dieser und ähnlicher Dienststellungen können Soldaten der Dienstgradgruppe in den in der Vorgesetztenverordnung aufgezählten Fällen allen dienstlich oder fachlich unterstellten Soldaten Befehle erteilen. Kompaniechefs sind als Einheitsführer Disziplinarvorgesetzter der ihnen truppendienstlich unterstellten Soldaten gemäß Wehrdisziplinarordnung.

### Ernennung und Besoldung
Maßgebliche gesetzliche Grundlagen für die Ernennung in einen der Dienstgrade der Dienstgradgruppe der Hauptleute trifft die Soldatenlaufbahnverordnung (SLV) und ergänzend die Zentrale Dienstvorschrift (ZDv) 20/7. In einen entsprechenden Dienstgrad können Berufssoldaten, Soldaten auf Zeit und beorderte Reservisten ernannt werden. Voraussetzung zur Ernennung in einen der Dienstgrade der Dienstgradgruppe der Hauptleute ist die Zugehörigkeit zu einer der Laufbahnen der Laufbahngruppe der Offiziere. Eine Direkteinstellung mit einem Dienstgrad der Dienstgradgruppe der Hauptleute ist bei entsprechender Eignung möglich. Die meisten Hauptleute haben aber zuvor in einem Dienstgrad der Dienstgradgruppe der Leutnante gedient. Der Dienstgrad Hauptmann (bzw. ranggleiche Dienstgrade) kann dann in der Regel frühestens viereinhalb Jahre nach Ernennung zum Leutnant erreicht werden. War der Einstellungsdienstgrad Oberleutnant, so kann die Beförderung nach vier Jahren im Dienstgrad Oberleutnant erfolgen. Vor Ernennung zum Hauptmann müssen Musikoffizieranwärter das Kapellmeisterexamen erfolgreich abgelegt haben. Sanitätsoffizieranwärter müssen vor Ernennung in einen Dienstgrad der Dienstgradgruppe Hauptleute ihr Studium mit der Approbation abgeschlossen haben. Sanitätsoffizieranwärter und Musikoffizieranwärter werden mit der Ernennung in die Dienstgradgruppe der Hauptleute zu Sanitätsoffizieren und Musikoffizieren.
Soldaten der Dienstgradgruppe der Hauptleute werden abhängig vom Dienstgrad und Dienststellung nach der Bundesbesoldungsordnung (BBesO) mit A 11 bis A 13 besoldet. Auffällig ist, dass Sanitätsoffiziere im Vergleich zu den ranggleichen Offizieren im Dienstgrad Hauptmann oder Kapitänleutnant eine Besoldungsgruppe höher besoldet werden.

### Dienstgradabzeichen
Das Dienstgradabzeichen der Hauptleute in Heeres- oder Luftwaffenuniform zeigt drei oder vier Sterne als Schulterabzeichen; Marineuniformträger der Dienstgradgruppe zeigen drei oder vier Ärmelstreifen auf beiden Unterärmeln. Die beiden äußeren Streifen sind mittelbreit; der innere bzw. die beiden inneren sind schmal. Sanitätsoffiziere sind an zusätzlichen Laufbahnabzeichen in vier verschiedenen Varianten in Form verschieden gewundener Schlangen, teils in Verbindung mit dem Äskulapstab, zu erkennen. Die verschiedenen Varianten zeigen das Approbationsfach und ermöglichen die Anrede mit der korrekten Dienstgradbezeichnung.

### Kopfbedeckung
Der Mützenschirm der Hauptleute (und auch der Leutnante und Oberfähnriche (zur See)) zeigt einen 0,7 cm breiten, stumpfgezackten, am Schirmrand verlaufenden, für Heeres- und Luftwaffenuniformträger silberfarbenen (nur für Marineuniformträger goldfarbenen), aus Metallgespinst handgestickten Streifen. Da die Bestickung des Mützenschirms für Marineoffiziere nach Form und Farbe Assoziationen mit dem Rand eines bekannten Butterkeks hervorrufen kann, wird diese Stickerei scherzhaft auch als „Keksrand“ bezeichnet.

### Äquivalente Dienstgradgruppen
Die Dienstgrade der Dienstgradgruppe der Hauptleute sind mit dem NATO-Rangcode OF-2 eingestuft.

### Verwendung als Sammelbezeichnung
Gemäß der Zentralen Dienstvorschrift (ZDv) A-1420/24 wird für die Dienstgradgruppe die Bezeichnung „Hauptleute“ festgesetzt. Dies ist daher die offizielle Sammelbezeichnung für Soldaten in Dienstgraden dieser Dienstgradgruppe. Die nach Duden grammatikalisch ebenso zulässige Pluralform „Hauptmänner“ wird im militärischen Sprachgebrauch der Bundeswehr auch dann vermieden, wenn statt der Dienstgradgruppe im Sinne des „normalen“ Plurals nur mehrere Soldaten im Dienstgrad Hauptmann gemeint sind. Nicht in jedem Kontext ist klar, ob „Hauptleute“ nun die Dienstgradgruppe oder mehrere Soldaten im Dienstgrad Hauptmann meint. Selten werden in Abgrenzung zu den Sanitätsoffizieren und den Marineuniformträgern dieser Dienstgradgruppe nur die Soldaten in den Dienstgraden Hauptmann und Stabshauptmann als „Hauptleute“ bezeichnet.

## Sammelbezeichnung in Österreich
Hauptleute ist in Österreich eine Sammelbezeichnung für mehrere Politiker im Amt des Bezirkshauptmanns oder Landeshauptmanns.